# 李慧崇
李慧崇，男，中華民國三軍總醫院首席醫檢師。
李慧崇是三軍總醫院首位取得專業證照之醫檢師。著有《醫檢師手冊‧ 臨床微生物診斷學》（台北合記出版社發行）。李慧崇醫檢師以其對細菌等病原的專業鑑別診斷，對台灣傳染病的防治功不可没。台灣多起傷寒傳染病之病原體即由李慧崇醫檢師經細菌培養而鑑定出，是國內細菌學專家。